# PGC 3603
LEDA/PGC 3603, auch UGC 622, ist eine Spiralgalaxie vom Hubble-Typ Sc im Sternbild Andromeda am Nordsternhimmel. Sie ist rund 129 Millionen Lichtjahre von der Milchstraße entfernt und hat einen Durchmesser von etwa 45.000 Lichtjahren. Gemeinsam mit IC 65 und PGC 3528 bildet sie die kleine IC 65-Gruppe oder LGG 16.